# 小行星19428
小行星19428（19428 Gracehsu）是一颗绕太阳运转的小行星，为主小行星带小行星。该小行星于1998年3月发现。

## 轨道参数
小行星19428的轨道半长轴为2.7058328 UA，离心率为0.085。